# ديتر بورست
Dieter Borst, ولد ديتر بورست في 12 مايو 1950 في ألمانيا

## السيرة الذاتية
- 1969 : الدراسة بمدرسة الفنون البلاستيكية بميونخ.
- 1976 : رحلة دراسة لمدة 6 أشهر بأفريقيا الغربية.
- 1973 : البدء في الدراسات الجرافيكية.
- 1997 : الارتحال إلى جزر الكناري.
- 2007 : جراء الحريق الهائل الذي تعرض له بيت ديتر بورست بالجزيرة، فقد البعض من لوحاته الفنية التي رسمها على مدار سنوات ترحاله والتي تم عرضها في العالم بأسره، خاصة بنيو يورك وكولون، ويمنكن معاينة بعض أعماله بمؤسسة كيور دي فرودنستاد.

## أسلوب
رسائله الخاصة و.في لوحاته يشكل الخط العنصر الأكثر أهمية مشكلا العديد قطع الالوان. ينقي ديتر بروست كل ما يراه لأقصى حد ويعيشه و يحسه.و يلغي كل ما يبعد عن كل ما هو مهم. تتميز أعماله باللون الأسود وبنغمات لونية محايدة . الأشكال الجسدية في لوحاته تكون مكسورة والأعضاء تأخذ أشكال أخرى مجسدة في تعابير مطلقة من أجل التعبير عن العالم الذي يحيط بنا، الخطوط البارزة والمرتبة في لوحاته تتقاطع معها عناصر ديناميكية وبقع ألوان التي تكسر التجانس وفي نفس الوقت توجده بقوة.
عناصر أخرى متكررة ومهمة التي نجدها في أعمال ديتر بورست هي الخطوط التي تتسم بالطاقة والتي تزهر خارج نطاق الرؤيا.

## إشارة
- مجلة نيويورك للفنون (New York Arts Magazine, Dieter Borst)
- موسوعة ليكسيكيونا(Lexikonia – Enzyklopdie, Dieter Borst)
- أرت فيرز إنترناشيونل نيويورك (Artfairsinternational NY USA, Dieter Borst)
- برودوي جالري نيويورك (Broadway Gallery, NY USA, Dieter Borst)
- مكتبة ألمانيا الوطنية(Aleman National Library, Dieter Borst

## بيبليوغرافيا
ديانا نوباور: ديتر بورست أرت إنفورمل 2013 (Art Informel 2013)- فيرلاك.: بود, ISBN 978-3-7322-5015-8

## معرض

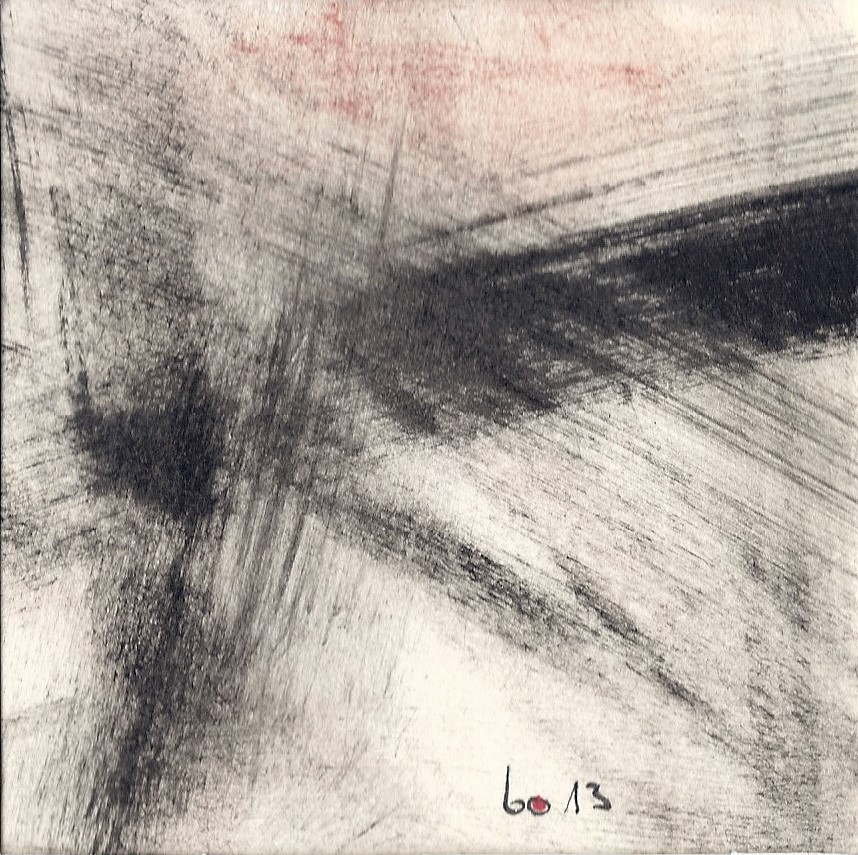
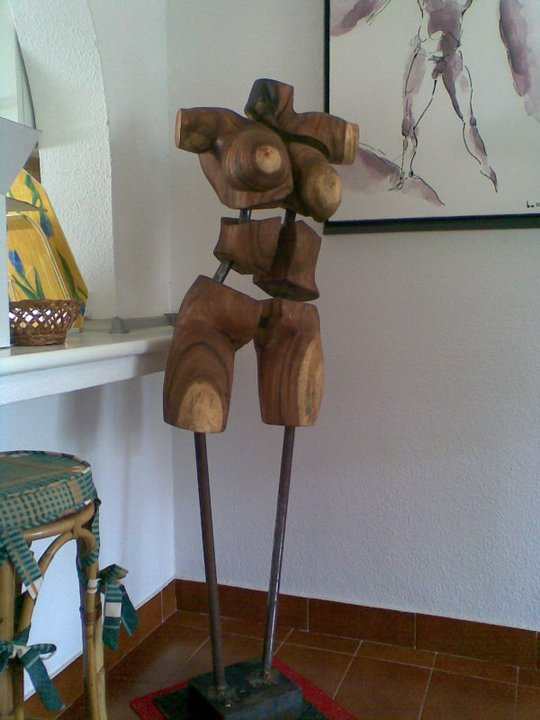
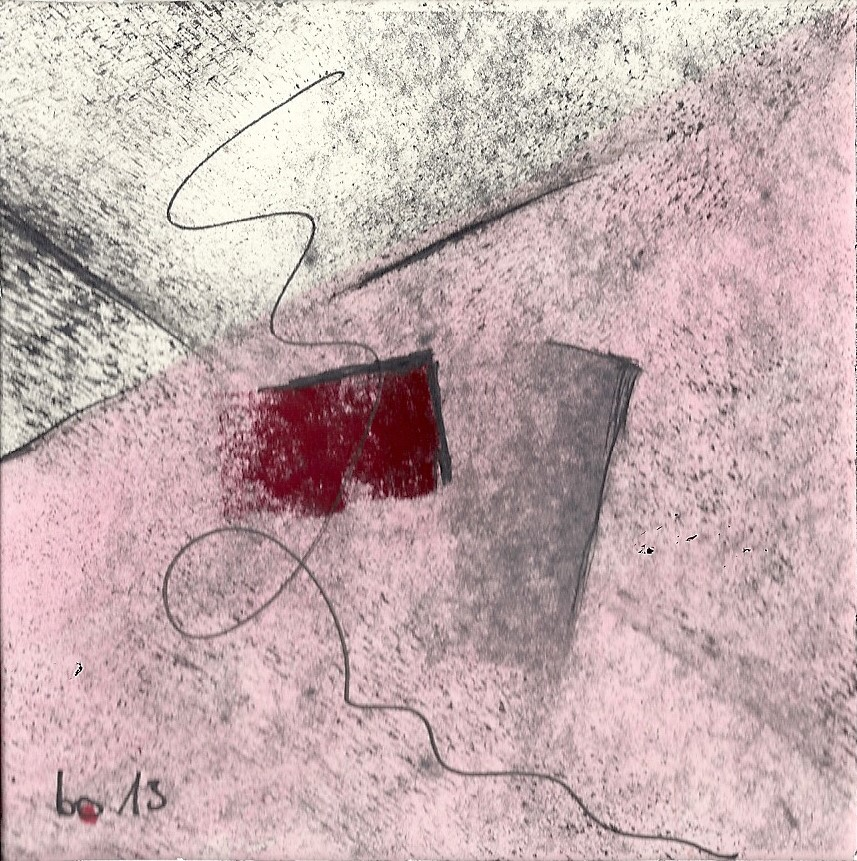
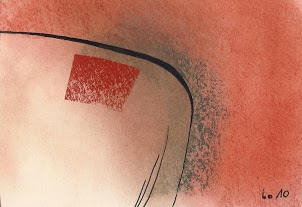
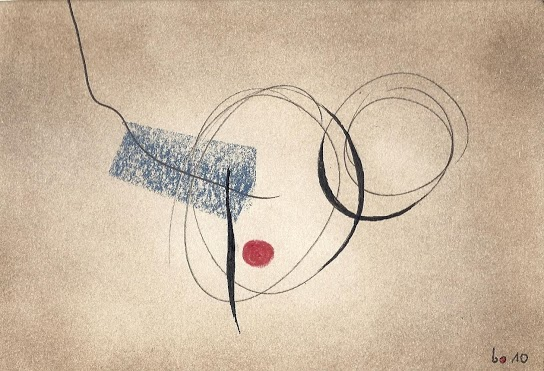
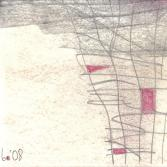
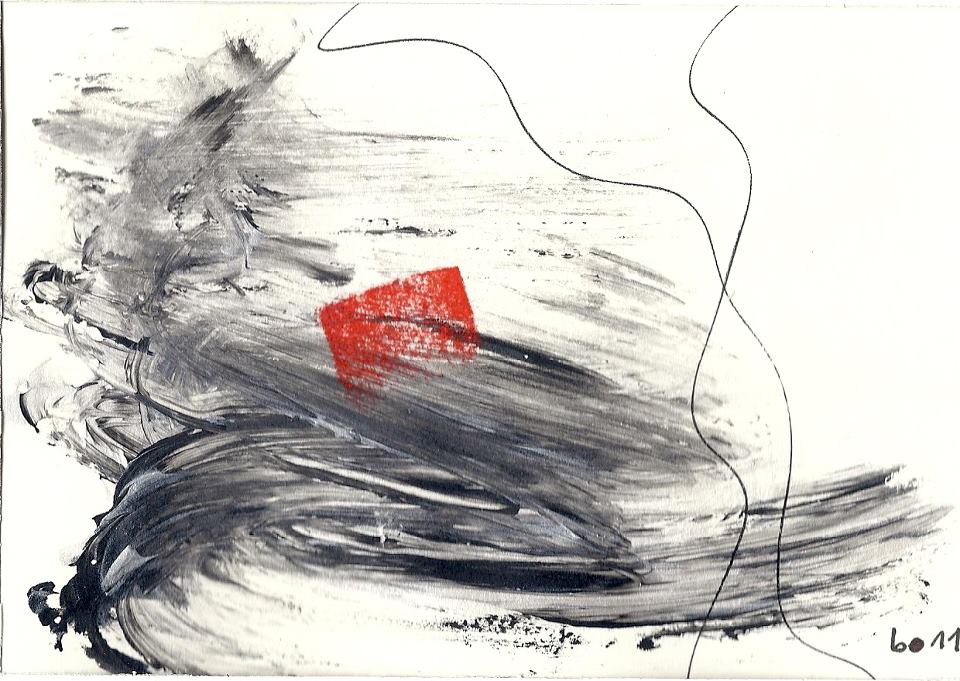
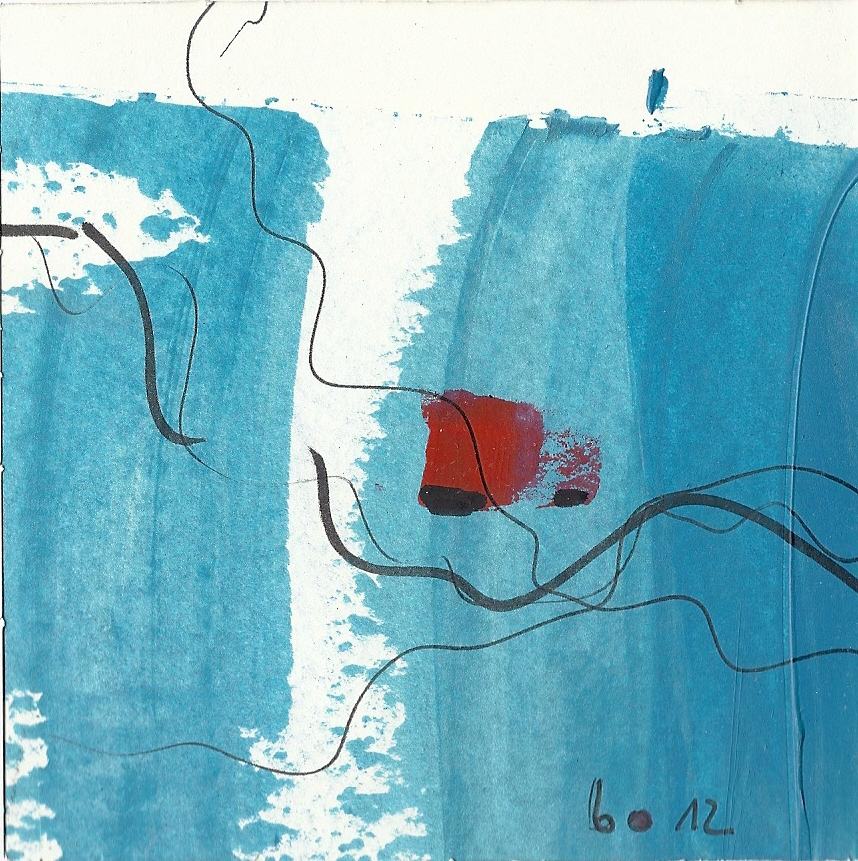
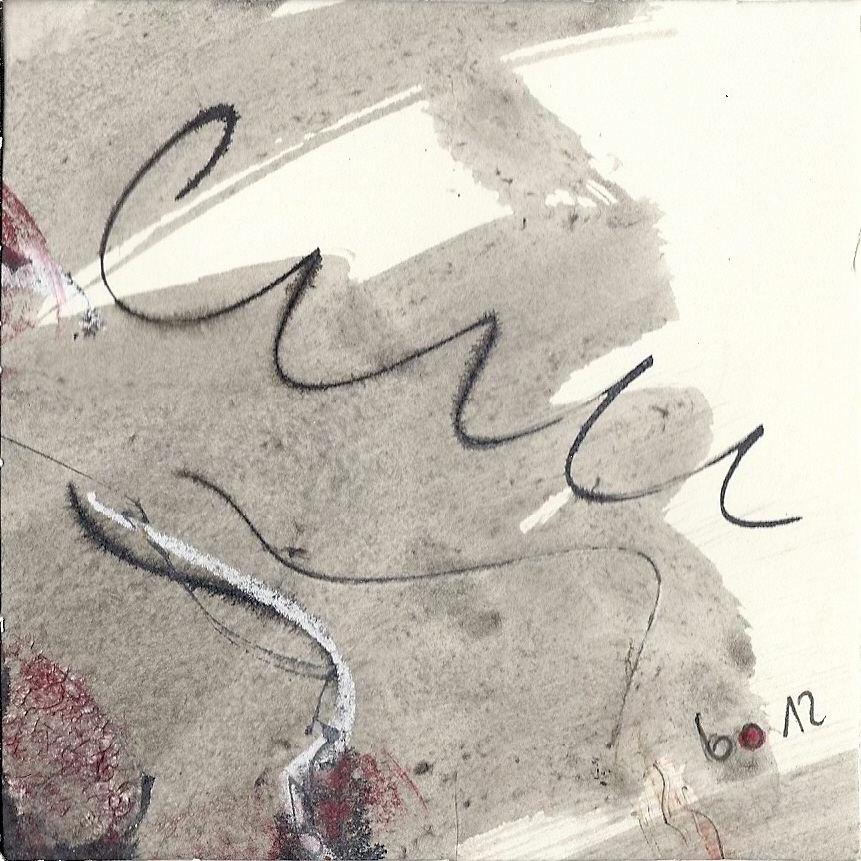
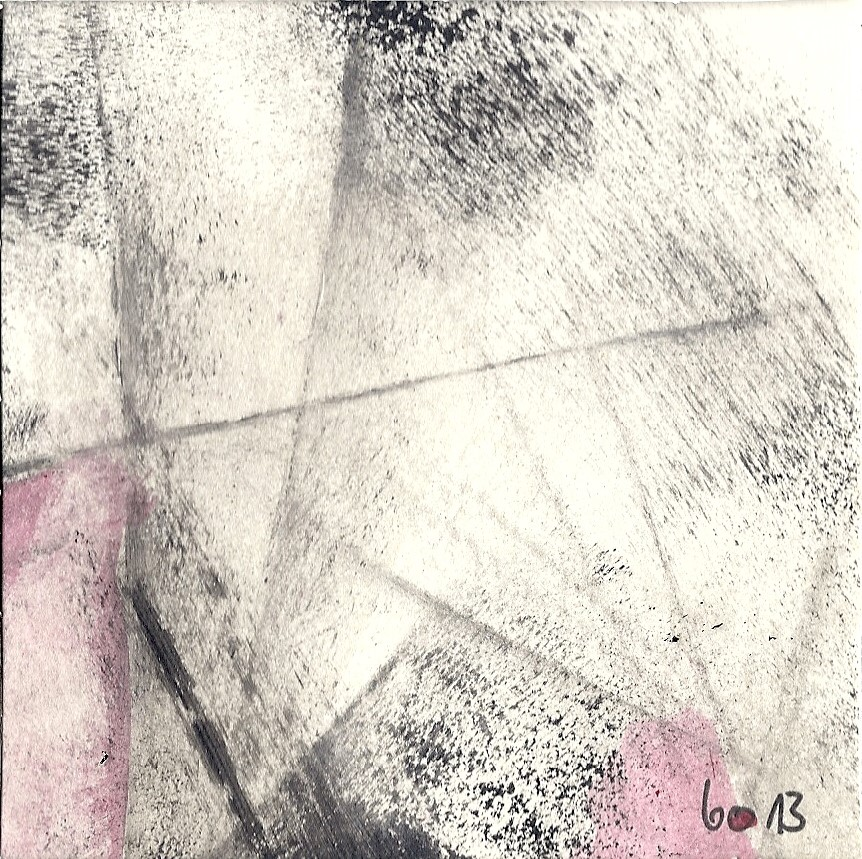
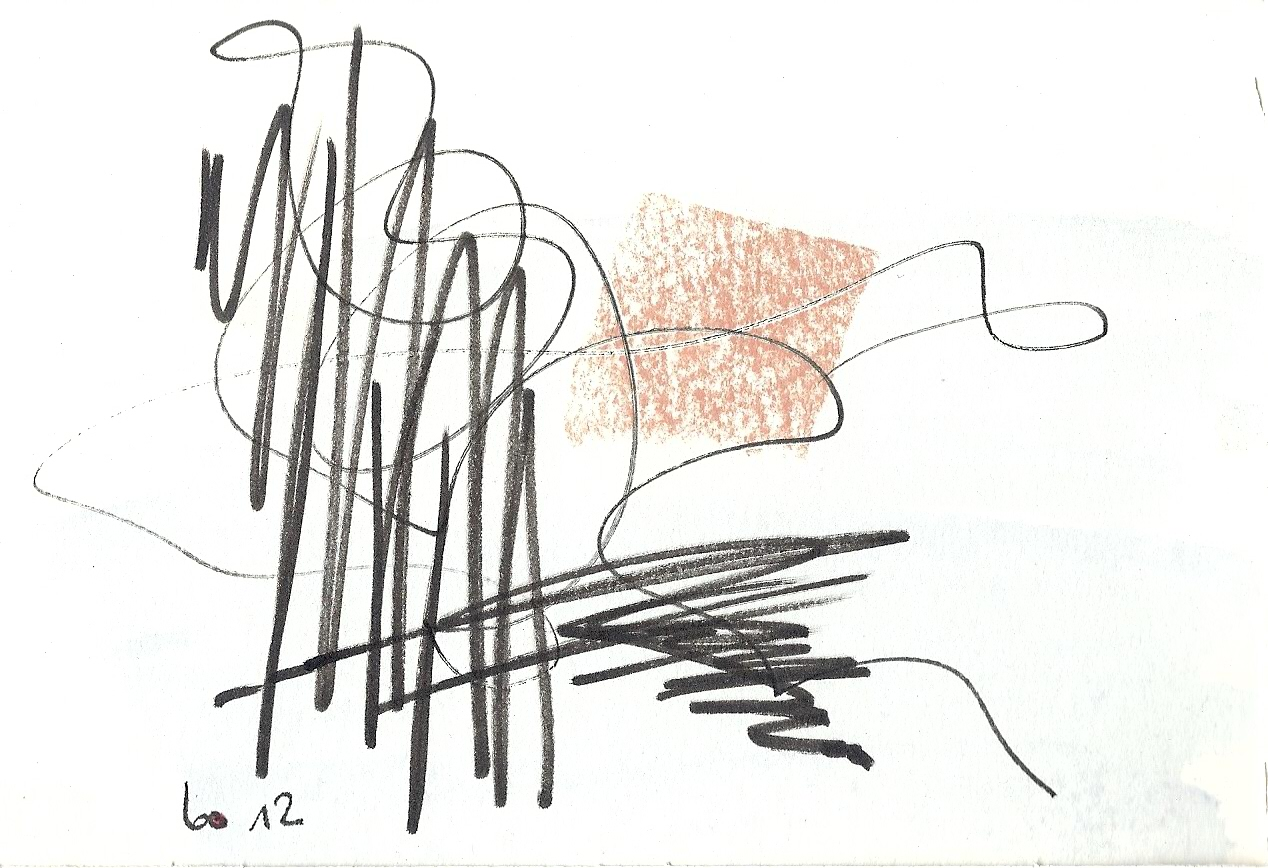
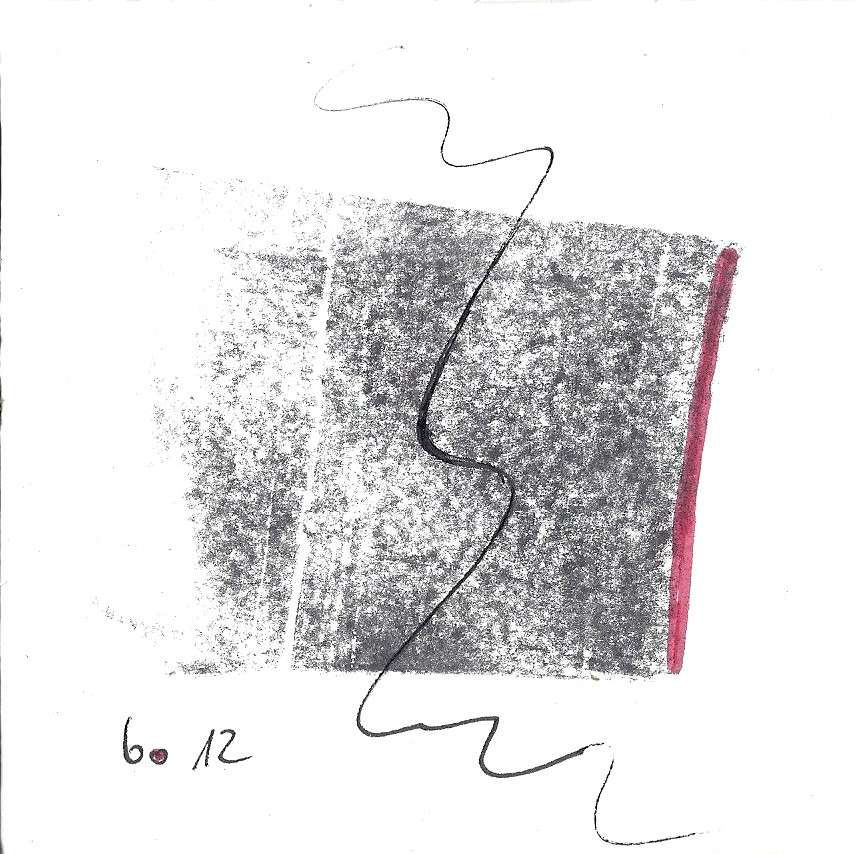
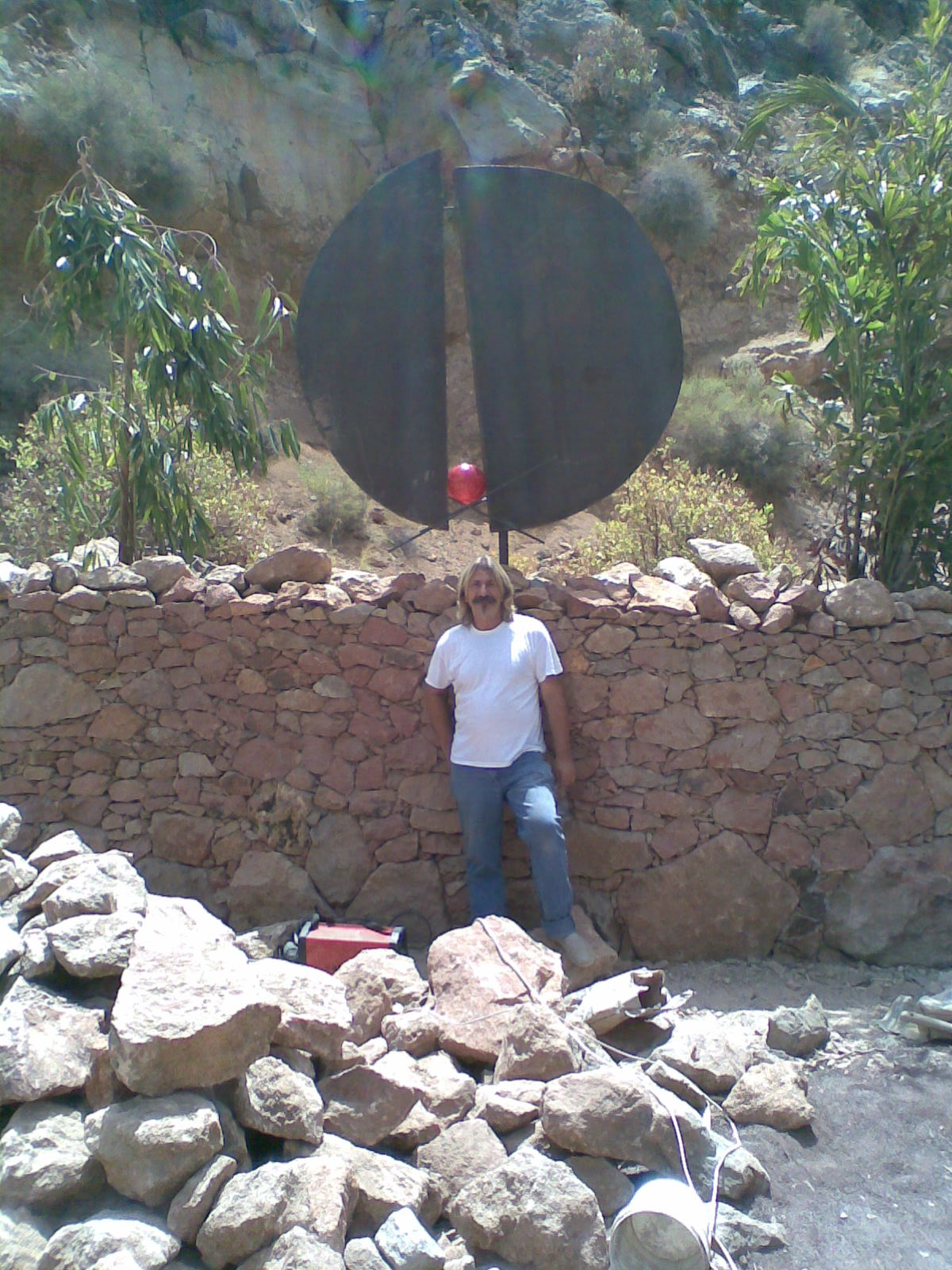
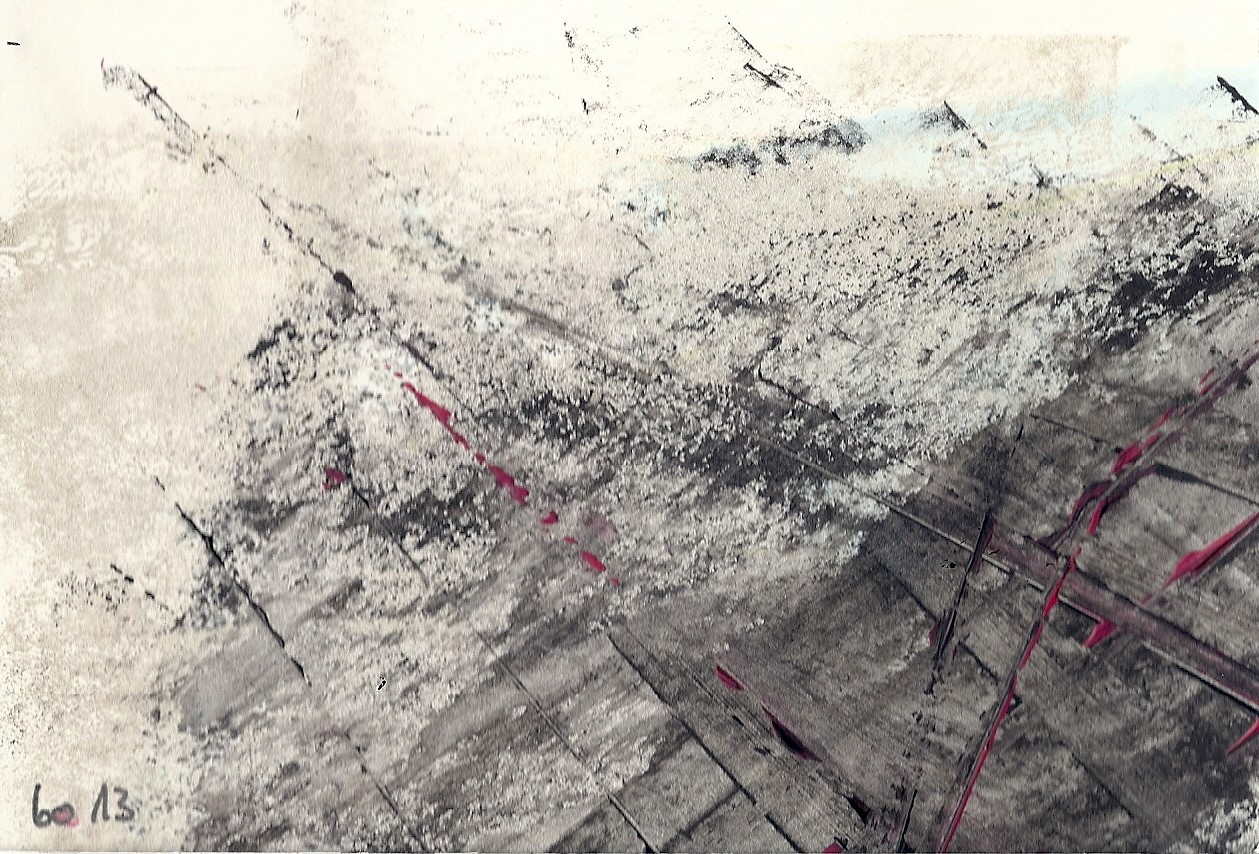
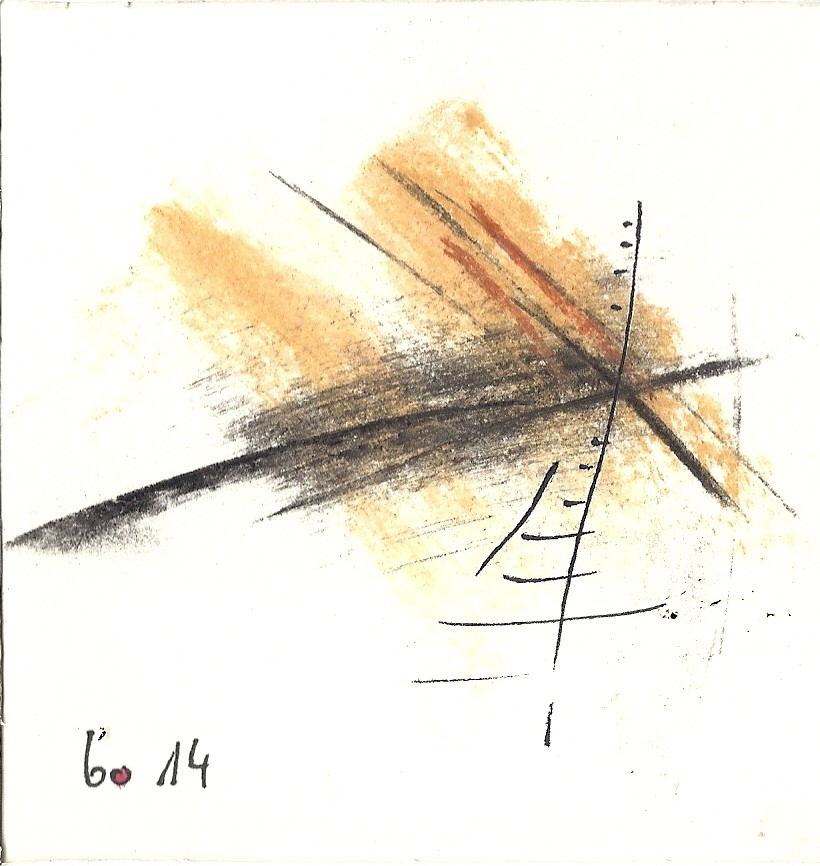
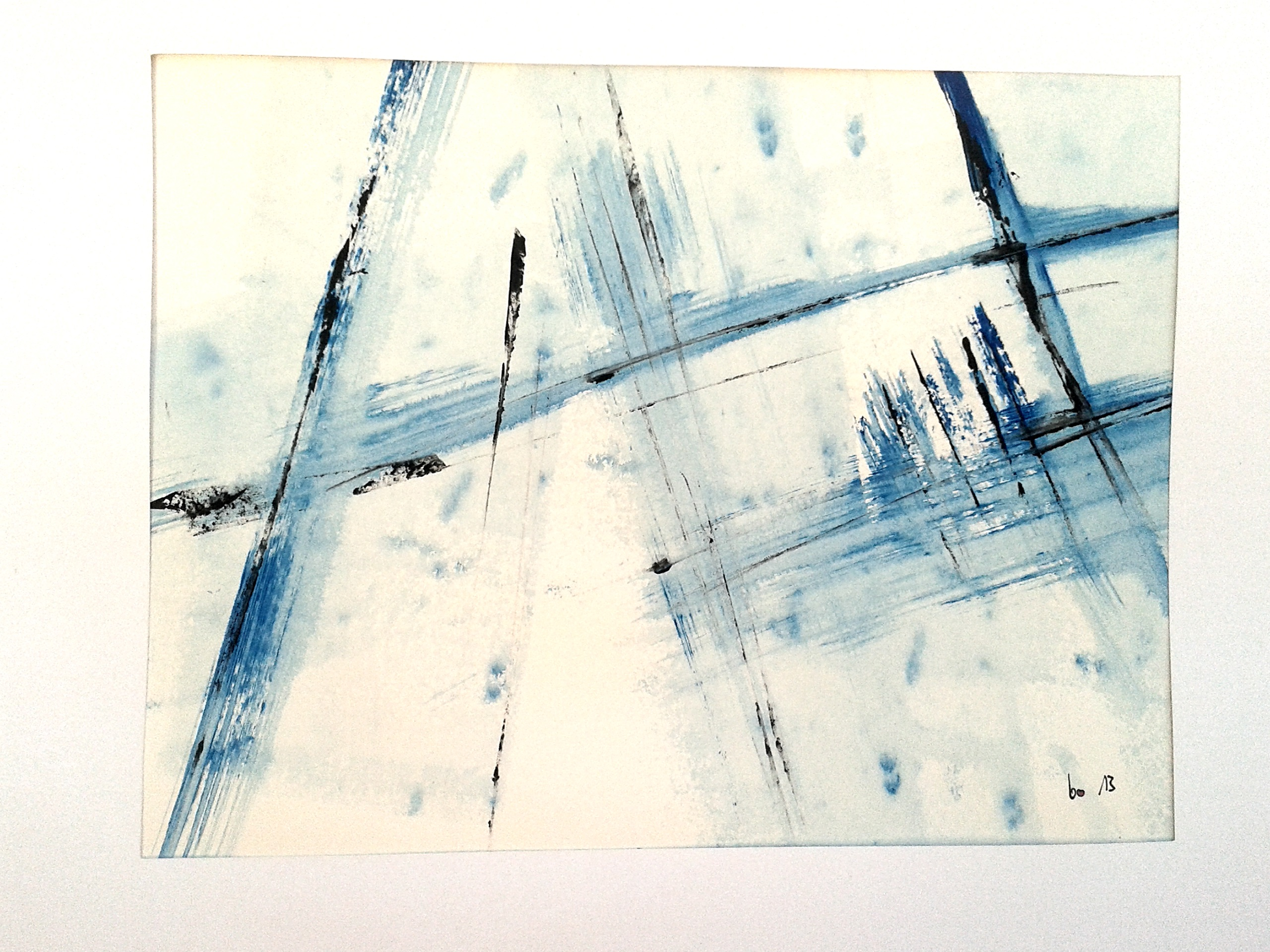

## الروابط الخارجية
- Dieter Borst, homepage
- Dieter Borst, YouTube